# Szent Gellért lazarista kápolna
Szent Gellértről nevezett lazarista kápolna és rendház (1118 Budapest, Ménesi út 26.)

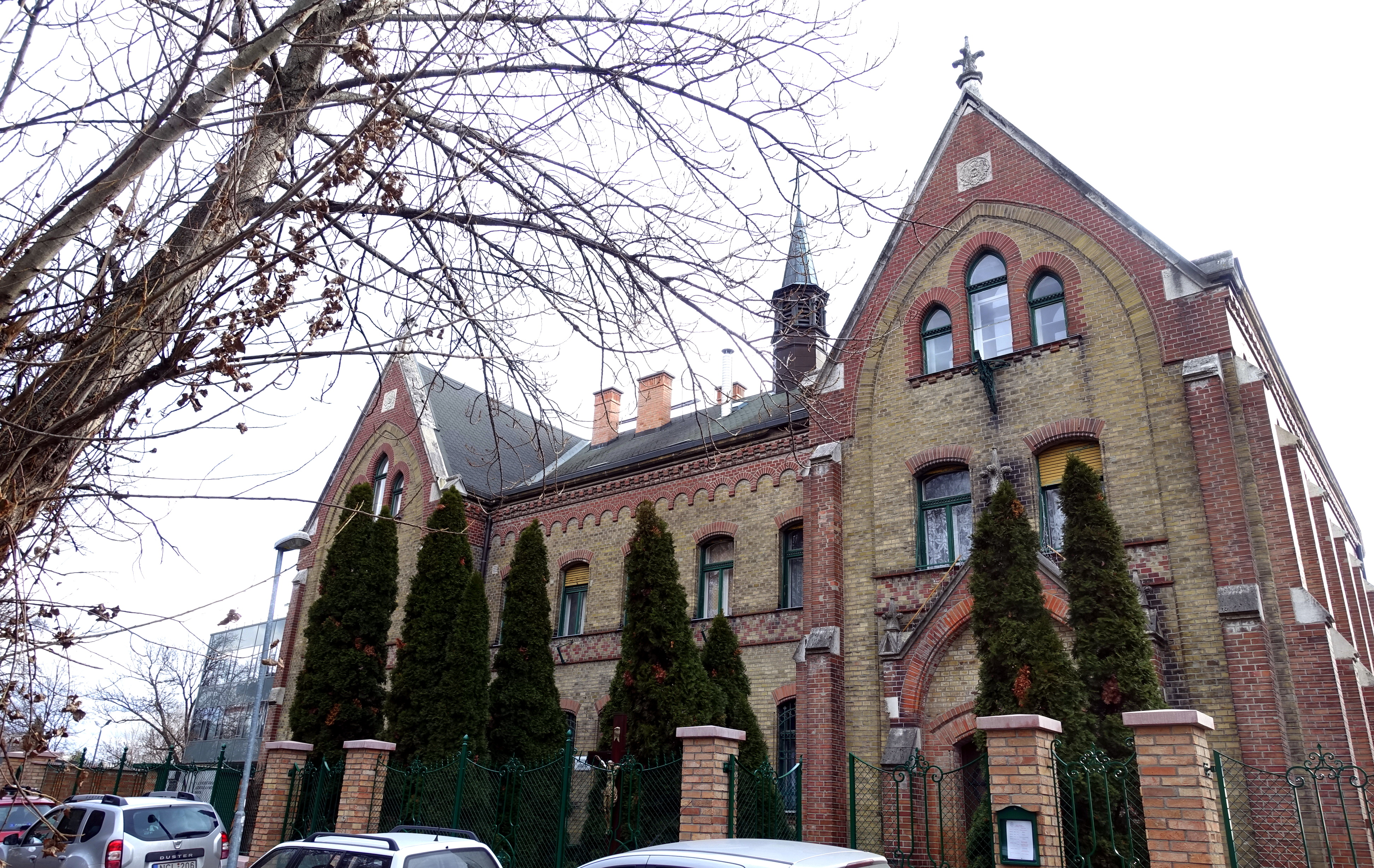
Szent Gellért kápolna és rendház

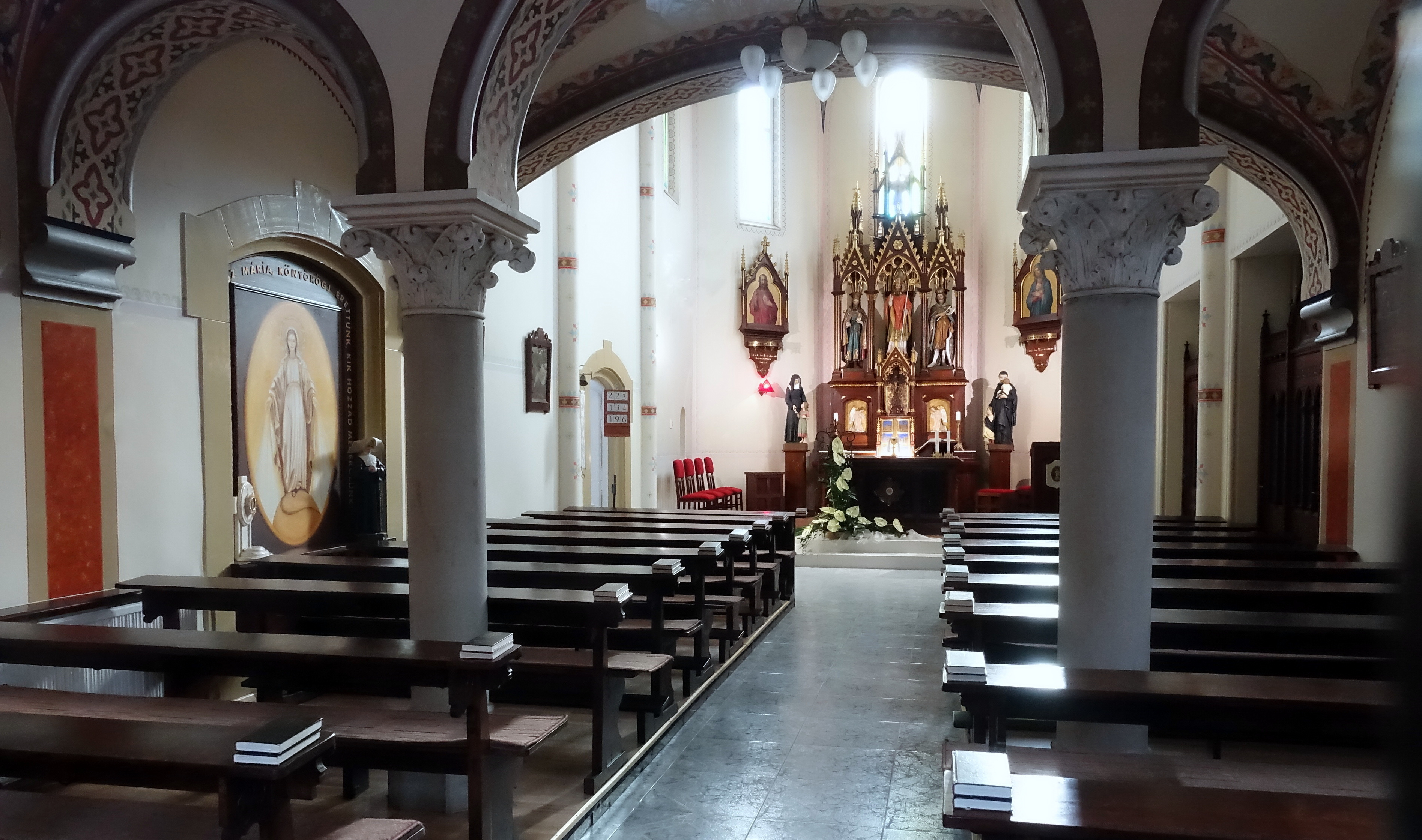
Szent Gellért kápolna

## Története
"Nem elég ha Istent szeretjük. Azon kell fáradoznunk, hogy másokkal is megszerettessük Őt!" - az alapító atya, Páli Szent Vince 1625-ös jelmondata értelmében a lazaristák missziós munkájukat 1851-ben kezdték az Osztrák-Magyar monarchiában.
Az első rendházukat Piliscsabán 1898-ban, majd 1909-ben és 1920-ban Budapesten hozták létre. A Ménesi úton épített ház 1926-tól a Magyar Tartomány központja. A többi magyarországi rendhez hasonlóan 1950-ben a lazarista rendet is feloszlatták, 82 tagja negyven éven keresztül szétszórattatásban élt. A Misszióstársaság 1990-ben kapta vissza működési engedélyét és ingatlanaikat. Rendházaik Budapesten, Piliscsabán és Szobon, valamint 2016-tól Nagyváradon vannak.